# Пожарський Дмитро Михайлович

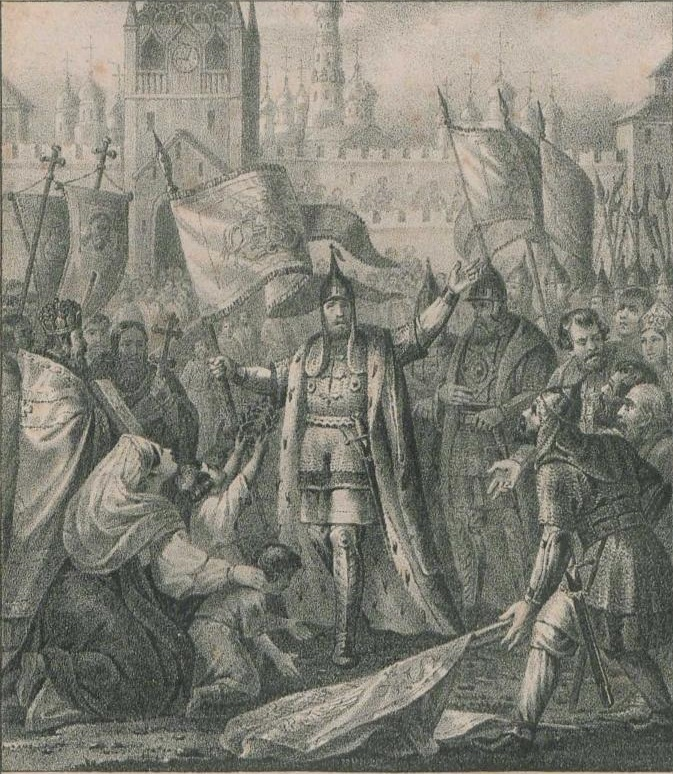
Пожарський Дмитро Михайлович

Дмитро́ Михайлович Пожа́рський (1 листопада 1578 — 20 квітня 1642) — московитський державний і військовий діяч, князь, боярин (1613). У період польської та шведської інтервенції у 1608—1610 років був прибічником Василя Шуйського в його боротьбі проти Лжедмитрія II. Один з організаторів і керівників народного ополчення (разом з Кузьмою Мініним) у 1611—1612 роках. У 1612 році це ополчення під його керівництвом звільнило Москву від поляків. Керував воєнними діями проти військ Речі Посполитої у 1613–1618. Його вважають національним героєм Росії.

## Життєпис
Після 1612 року життя князя складалося таким чином.
У 1613 при вінчанні на царство Михайла Романова, першого царя нової династії, Пожарського нагородили боярством, а під час вінчання він ніс знак царської влади — державу. Як відомо, він витратив близько 30 000 карбованців, щоб домогтися престолу, але невдало.
У 1618 році взяв активну участь у відбитті походу королевича Речі Посполитої Владислава, що не залишав надій зайняти московський престол.
У 1619 році під орудою Пожарського заснували Ямський приказ, у 1624-1628 роках був керівником Розбійного приказа.
У серпні 1628 року призначили воєводою у Новгород. Потім він брав участь у Смоленській війні й мирних переговорах з Річчю Посполитою, згодом став начальником Московського Судного приказа.
У 1638 році був воєводою в Переяславлі-Рязанському.
Помер 20 квітня 1642 року.